# Jean-Pierre Wimille
Jean-Pierre Wimille, francoski dirkač, * 26. februar 1908, Pariz, Francija, † 28. januar 1949, Buenos Aires, Brazilija.
Jean-Pierre Wimille je pokojni francoski dirkač, ki je zmagal na več kot petindvajsetih pomembnejših dirkah za Veliko nagrado, dvakrat tudi na dirki 24 ur Le Mansa. Po drugi svetovni vojni je zaradi izgubljenih let sodeloval na veliko dirkah, tudi manjših. v sezoni 1949 se je na treningu pred Veliko nagrado Generala Juana Peróna smrtno ponesrečil.

## Kariera
Jean-Pierre Wimille se je rodil 26. februarja 1908 v Parizu. Njegov oče, novinar časnika Petit Parisien za motošport, ga je navdušil za dirkanje. Na dirkah za Veliko nagrado je prvič sodeloval v sezoni 1930, ko je nastopil na dirki za Veliko nagrado Francije, kjer pa je zaradi mehanske okvare dirkalnika odstopil. Prvo zmago je dosegel v sezoni 1932, ko je zmagal na dirki za Veliko nagrado Orana, kasneje v sezoni pa še na dirki za Veliko nagrado Lorraina. Zaradi ne ravno konkurenčnega dirkalnika Bugatti na dirkah, kjer so dominirali dirkači nemških moštev Mercedes-Benz in Auto Union, poleg zmage na zadnji dirki sezone 1934 za Veliko nagrado Alžirije ni dosegel večjih uspehov na dirkah za Veliko nagrado. Je bil pa zato uspešnejši na dirkah športnih dirkalnikov. Skupaj z rojakom Raymondom Sommerjem je dobil dirko za Veliko nagrado Francije, ki je v sezoni 1936 potekala pod pravili športnih dirkalnikov, v letih 1937 z Robertom Benoistom in 1939 s Pierrom Veyronom pa še na prestižni dirki za 24 ur Le Mansa. V sezoni 1936 je sicer zmagal še na treh manjših dirkah Grand Prix de la Marne, Velika nagrada Deauvilla in Grand Prix du Comminges, toda to ni bilo tisto, kar si je Wimille zares želel. V naslednji sezoni 1937 je zmagal na dirkah Grand Prix de Pau, Grand Prix de Böne in Grand Prix de la Marne, v sezoni 1939 pa na dirkah Velika nagrada Pariza in Velika nagrada Luksemburga.  
Druga svetovna vojna mu je prekinila dirkaško kariero, med vojno se je pridružil francoskemu odporniškemu gibanju, po koncu vojne pa je nadaljeval z dirkaško kariero z zmago na prvi dirki Paris Cup v sezoni 1945, ko se vojna še uradno ni končala. Zaradi poznega prihoda na dirko se ni mogel udeležiti prostih treningov in je moral štartati s povsem zadnjega štartnega mesta. Toda to ni ustavilo Wimilla, ki se je prebil celo do zmage. Takrat je imel že status dirkaškega zveznika med Francozi, oboževal pa ga je celo sam Juan Manuel Fangio, ki je takrat šele začenjal kariero. V sezoni 1946 je dobil dirke Velika nagrada Pariza, Grand Prix de Roussillon in Velika nagrada Bourgogne 1946, v sezoni 1947 pa je poleg ubranitve zmage na dirki Paris Cup, zmagal še na dveh dirkah najvišjega ranga Grandes Épreuves za Veliko nagrado Švice in Veliko nagrado Belgije. Tudi v sezoni 1948 je dobil dve dirki najvišjega ranga Grandes Épreuves za  Veliko nagrado Francije in Veliko nagrado Italije. Ob tem pa še manjši dirki Velika nagrada Rosaria in Velika nagrada Monze, ki je bila njegova zadnja zmaga, kajti na prostem treningu pred dirko za Veliko nagrado Generala Juana Peróna v naslednji sezoni 1949 se je smrtno ponesrečil. Obstaja dve razlagi za vzrok nesreče, po prvi ga je zaslepilo sonce, po drugi pa se je umikal gledalcem, ki so tekli čez progo.

## Pomembnejše zmage
| Leto | Dirka                      | Dirkalnik        | Poročilo |
| ---- | -------------------------- | ---------------- | -------- |
| 1932 | Velika nagrada Orana       | Bugatti          | Poročilo |
| 1932 | Velika nagrada Lorraina    | Alfa Romeo       | Poročilo |
| 1934 | Velika nagrada Alžirije    | Bugatti T59      | Poročilo |
| 1936 | Velika nagrada Francije    | Bugatti T57G     | Poročilo |
| 1936 | Grand Prix de la Marne     | Bugatti T57G     | Poročilo |
| 1936 | Velika nagrada Deauvilla   | Bugatti T59      | Poročilo |
| 1936 | Grand Prix du Comminges    | Bugatti T59/57   | Poročilo |
| 1937 | Grand Prix de Pau          | Bugatti T57G     | Poročilo |
| 1937 | Grand Prix de Böne         | Bugatti T57      | Poročilo |
| 1937 | 24 ur Le Mansa             | Bugatti T59G     | Poročilo |
| 1937 | Grand Prix de la Marne     | Bugatti T59      | Poročilo |
| 1939 | Velika nagrada Pariza      | Bugatti          | Poročilo |
| 1939 | Velika nagrada Luksemburga | Bugatti T57S45   | Poročilo |
| 1939 | 24 ur Le Mansa             | Bugatti T57C     | Poročilo |
| 1945 | Velika nagrada Pariza      | Bugatti          | Poročilo |
| 1946 | Velika nagrada Pariza      | Alfa Romeo 308   | Poročilo |
| 1946 | Velika nagrada Roussillona | Alfa Romeo 308   | Poročilo |
| 1946 | Velika nagrada Bourgogna   | Alfa Romeo 308   | Poročilo |
| 1947 | Velika nagrada Pariza      | Alfa Romeo 308   | Poročilo |
| 1947 | Velika nagrada Belgije     | Alfa Romeo 308   | Poročilo |
| 1947 | Velika nagrada Švice       | Alfa Romeo 308   | Poročilo |
| 1948 | Velika nagrada Rosaria     | Simca-Gordini 15 | Poročilo |
| 1948 | Velika nagrada Francije    | Alfa Romeo 308   | Poročilo |
| 1948 | Velika nagrada Italije     | Alfa Romeo 308   | Poročilo |
| 1948 | Velika nagrada Monze       | Alfa Romeo 308   | Poročilo |

## Popolni rezultatiEvropskega avtomobilističnega prvenstva
(legenda) (odebeljene dirke pomenijo najboljši štartni položaj)
| Leto | Moštvo         | Tovarna    | 1       | 2       | 3       | 4       | 5     | Prv | Točke |
| ---- | -------------- | ---------- | ------- | ------- | ------- | ------- | ----- | --- | ----- |
| 1931 | Usines Bugatti | Bugatti    | ITA 4   | FRA Ret | BEL 7   |         |       | 9=  | 14    |
| 1932 | Privatnik      | Alfa Romeo | ITA     | FRA Ret | NEM     |         |       | 16= | 21    |
| 1935 | Bugatti        | Bugatti    | BEL Ret | NEM     | ŠVI     | ITA Ret | ŠPA 4 | 16  | 33    |
| 1936 | Bugatti        | Bugatti    | MON 6   | NEM Ret | ŠVI Ret | ITA     |       | 14= | 26    |
| 1938 | Bugatti        | Bugatti    | FRA Ret | NEM     | ŠVI 7   | ITA Ret |       | 11  | 25    |